# Без зупинки (роман)
«Без зупинки» (англ. «Non-Stop») — науково-фантастичний роман англійського письменника Браяна Олдіса. Один з ранніх романів автора. Вперше вийшов у видавництві Faber & Faber, пізніше неодноразово перевидавався в Британії та США. Більшість американських видавництв публікують твір під назвою «Зореліт». Роман оснований на ідеї корабля поколінь.

## Зміст
У 2521 році Корабель поколінь «Великий Пес» висаджує на планеті Альфа Проціона колоністів. На зворотному шляху екіпаж поповнив запаси питної води, у котрій виявилася небезпечна чужорідна амінокислота, через яку живі організми перестають засвоювати білки. Корабель охоплює масова епідемія — «дев'ятиденна зараза». Люди починають помирати, але частина їх все ж, одужує. Вода впливає і на рослини. Один із сортів водоростей мутує, розростається і заповнює весь простір корабля, утворюючи джунглі. Поступово корабель, який являє собою величезний простір, населений різними групами людей, занурюється в анархію. Корабель рухається у нескінченності космосу, в надрах його все оточено ореолом таємниці, і люди сприймають його як цілісний світ. 
Капітан перекриває головний коридор, тому центральний прохід по кораблю закритий і, щоб пройти з кінця в кінець, потрібно подолати довгий і небезпечний кружний шлях. На кораблі, крім людей, живуть також таємничі Гіганти і Чужинці (перевертні). Племена поступово просуваються по кораблю, полюючи і вживаючи в їжу водорості.

Головний герой роману — молодий мисливець Рой Комплейн — член кочового племені Гріна, що мешкає в районі Кабін у Корми. Під час полювання викрадена дружина Комплейна. Вождь племені Лейтенант примовляє Комплейна до бичевання. В цей час до мисливця приходить священник Маррапер і підбиває його приєднатися до таємної експедиції в незвідані коридори. Він розповідає Комплейну що, якщо вони зможуть дістатися до рубки Капітана, вони зможуть потрапити до команди, яку будуть набирати з мешканців усього судна. Справжня мета Маррапера — захопити Контрольну Рубку, вбити таємничого Капітана і захопити владу над Кораблем. Він має книгу-план Корабля.

Герої просуваються через Джунглі, вночі Комплейн і Роффери потрапляють в басейн, де вступають в сутичку з Гігантами. Роффері зникає, а Комплейна відпускають на свободу. Комплейн зустрічається з кількома щурами і з жахом розуміє, що вони наділені розумом. Далі мандрівники стикаються з патрулем племені Носарей, який бере їх у полон.
Носарі — найрозвиненіше плем'я на кораблі, вони живуть осіло. Магістр Скойт відводить Маррапера до Рубки, але увійти в Рубку вони не можуть — прохід заблокований. Підозрілі Носарі влаштовують Фермору і Комплейну перевірку, після чого приймають Комплейна, а Фермор виявляється Чужинцем. Емісар розбійницького племені Грегга Комплейна пропонує Носарям об'єднатися проти щурячої загрози. На переговорах Грегг дарує братові зброю, а кохана Роя Лаур Вайан краде у Грегга щоденник капітана Грегорі Комплейна. Рой і Вайан читають щоденник.

Рой розуміє, що подарунок Грегга може розплавляти стіни. Герої пробиваються в Контрольну Рубку, але знаходять її повністю знищеною. Гіганти допомагають бігти Фермору, магістр Скойт вирішує очистити повністю два відсіки, розплавивши стіни. Це призводить до неймовірного хаосу. Герої знаходять Фермора. Щоб врятуватися від щурів, він перегороджує всі відсіки. Фермор розповідає героям всю правду. Коли «Великий Пес» долетів до Землі, земляни, на свій подив, не змогли з ним зв'язатися. Загін з Землі висадився на борту, заглушив двигун і перевів корабель на орбіту. Люди на кораблі мутували, їх ріст зменшився, тривалість життя скоротилася до 20 років. На борту залишився ремонтний персонал (Гіганти) і підібрані за зростом вчені-добровольці (Чужинці).
Спрацьовує блок безпеки і корабель розпадається на герметичні відсіки. Тепер у землян немає вибору, вони повинні доставити мешканців корабля на Землю.

## Відгуки та відзнаки
Найавторитетнішим шотландським критиком-фантастикознавцем Дейвідом Прінґлом роман включено до переліку 100 найкращих англомовних науково-фантастичних романів за період з 1949 по 1984 рік.
Рецензент з Galaxy Science Fiction Флойд К. Гейл дав роману неоднозначну оцінку, поставивши йому рейтинг 3,5 зірки з п'яти можливих, пояснивши свій погляд тим, що роман має «шокуючу кінцівку [яка] різко обриває розповідь і залишає багато чого без відповіді.»
У 2000 році книга була перевидана в рамках серії Шедеври НФ (SF Masterworks). Дане видання містить деякі незначні зміни автора.